# نووی سینتاش
نووی سینتاش (انگلیسی: Novy Syntash) یک شهرک در شهرستان بلاگووارسکی باشقیرستان کشور روسیه است.